# Gunnar Hering
Gunnar Hering (* 2. April 1934 in Dresden; † 22. Dezember 1994 in Wien) war ein deutscher und österreichischer Historiker und Neogräzist.

## Leben
Gunnar Hering studierte nach dem Abitur am Dresdner Kreuzgymnasium 1952 zunächst Germanistik und Geschichte an der Ost-Berliner Humboldt-Universität und wechselte an die West-Berliner Freie Universität bzw. zur Deutschen Hochschule für Politik (dem heutigen Otto-Suhr-Institut) und zu den Fächern Osteuropäische Geschichte, Slawistik und Politikwissenschaft. Dem Studium dieser Fächer dienten auch Studienaufenthalte in Thessaloniki, Zagreb und Wien sowie an der Patriarchatshochschule auf der Insel Chalki bei Istanbul und am Institut für Europäische Geschichte in Mainz. In Wien promovierte Hering 1966 zum Doktor der Philosophie.
Ab 1965 war Hering Assistent an der Universität Freiburg. 1971 habilitierte er sich für neuere und osteuropäische Geschichte. Von 1973 bis 1983 war er, unterbrochen durch eine Gastprofessur an der Aristoteles-Universität Thessaloniki 1977, Professor für osteuropäische Geschichte an der Universität Göttingen. 1982 folgte er einem Ruf als erster Lehrstuhlinhaber des Ordinariats für Neogräzistik am Institut für Byzantinistik und Neogräzistik der Universität Wien, wo er bis zu seinem frühen Tod lehrte. Er wurde am Hernalser Friedhof in Wien bestattet.

## Wissenschaftliche Tätigkeit
Das beherrschende Thema seiner Forschungen waren die neuere Geschichte der Griechen und der südslawischen Nationen, insbesondere unter den Fragestellungen der Nationswerdung und der politischen Ordnung der Balkanvölker, ihrer kulturgeschichtlichen Prägung und den außenpolitischen Konstellationen wie den für Südosteuropa prekären osmanischen, russischen und deutschen Großmachtinteressen. Seine zweibändige Geschichte der politischen Parteien Griechenlands 1821–1936, in der er die Institutionen der politischen Willensbildung in Griechenland über die lange Distanz vom Ausbruch des griechischen Freiheitskampfes bis zum Staatsstreich des Generals Metaxas beleuchtete, ist ein Standardwerk der neueren griechischen Geschichte.
Hering war von 1990 bis 1992 Vorsitzender der Professorenkurie der Geisteswissenschaftlichen Fakultät der Universität Wien, Mitglied der Balkan-Kommission der Österreichischen Akademie der Wissenschaften und Präsident der Österreichischen Gesellschaft für neugriechische Studien sowie der Österreichischen Gesellschaft für die Erforschung des 18. Jahrhunderts.
Als wissenschaftliches Sprachrohr begründete er die Publikationsreihe Studien zur Geschichte Südosteuropas.

## Schriften
- Ökumenisches Patriarchat und europäische Politik. 1620–1638 (= Veröffentlichungen des Instituts für Europäische Geschichte Mainz. 45, ISSN 0537-7919). Steiner, Wiesbaden 1968, (In neugriechischer Sprache und Schrift: Οικουμένικο πατριαρχείο και ευρωπαϊκή πολιτική 1620–1638. Μορφωτικό Ίδρυμα Εθνικής Τραπέζης, Αθήνα 1992, ISBN 960-250-056-5).
- als Herausgeber: Dimensionen griechischer Literatur und Geschichte. Festschrift für Pavlos Tzermias zum 65. Geburtstag (= Studien zur Geschichte Südosteuropas. 10). Lang, Frankfurt am Main u. a. 1993, ISBN 3-631-45811-8.
- Die politischen Parteien in Griechenland 1821–1936 (= Südosteuropäische Arbeiten. 90). 2 Bände. Oldenbourg, München 1992, ISBN 3-486-55871-4 (In neugriechischer Sprache und Schrift: Τα πολιτικά κόμματα στην Ελλάδα 1821–1936. Μορφωτικό Ίδρυμα Εθνικής Τραπέζης, Αθήνα 2004, ISBN 960-250-287-8).
- Nostos. Gesammelte Schriften zur Geschichte Südosteuropas. Herausgegeben von Maria A. Stassinopoulou. Lang, Frankfurt am Main u. a. 1995, ISBN 3-631-47568-3 (Nachdruck von zwölf Aufsätzen Gunnar Herings aus der Zeit zwischen 1979 und 1993).